# Дипо-фильм
Дипо-фильм, двухсторонняя киноплёнка — разновидность позитивной киноплёнки с двумя эмульсионными слоями, расположенными с обеих сторон подложки. Использовалась в ранних двухцветных системах цветного или стереоскопического кинематографа для изготовления цветных фильмокопий.
Название дипо-фильм прижилось в советском кинематографе от немецкого названия и маркировки плёнки Agfa Dipo, использовавшейся для печати двухцветных фильмов. В американском кинопроизводстве использовался термин англ. Duplitized film.
До появления цветных многослойных плёнок с 1910-х до 1940-х годов дипо-фильм позволял получать двухцветный позитив на одной киноплёнке. Наличие двух эмульсионных слоев с разных сторон подложки позволяло тонировать их в разные цвета и таким образом получать двухцветный позитив или анаглифическую стереопару. Печать производилась контактным способом с двух цветоделённых чёрно-белых негативов или с негативов стереопары, прижатых с обеих сторон эмульсионными слоями к эмульсиям дипо-фильма. Для того, чтобы предотвратить экспонирование через подложку, в обе несенсибилизированные эмульсии добавлялся жёлтый краситель, пропускающий к противоположному светочувствительному слою только неактиничный для него свет. В процессе проявления краситель вымывался из эмульсионных слоёв, а затем каждый из них тонировался в свой цвет. Наиболее распространённая пара цветов тонирования — оранжево-красный и сине-зелёный — использовалась в двухцветном процессе «Синеколор» и его предшественнице «Призме».
Первые отечественные двухцветные кинокартины «Карнавал цветов» и «Груня Корнакова» печатались в цвете на дипо-фильме. До появления гидротипной технологии печати цветных фильмокопий дипо-фильм был практически единственным способом получения цветного фильма. Однако и после появления трёхцветной технологии «Техниколор» дипо-фильм использовался для печати фильмов по двухцветной технологии, а в процессе «Супер-Синеколор» на двухцветный дипо-фильм гидротипным способом дополнительно печаталась жёлтая краска с цветоделённой матрицы.
Печать на дипо-фильме была дешевле и технологичнее, чем гидротипная, однако расположение эмульсии с обеих сторон подложки делало фильмокопию более уязвимой для царапин и потёртостей. Кроме того, это затрудняло одновременную резкую проекцию цветоделённых составляющих. С появлением цветных многослойных киноплёнок от использования дипо-фильма отказались.